# Forestia
Pour l’article homonyme, voir Forestia (série).
Forestia est un parc animalier belge situé à La Reid (commune de Theux) à proximité de Liège et de Spa en Région wallonne.

## Histoire
Créé en 1973 par un investisseur privé, le Parc à Gibier de La Reid avait pour vocation originelle d'élever du grand gibier européen et, complémentairement, de rentabiliser l'établissement en permettant l'accès au public.
En 1998, par manque de rentabilité, le parc est racheté par la commune de Theux puis privatisé en mars 2002 par un particulier qui le rebaptisa Forestia en 2007.

## Description

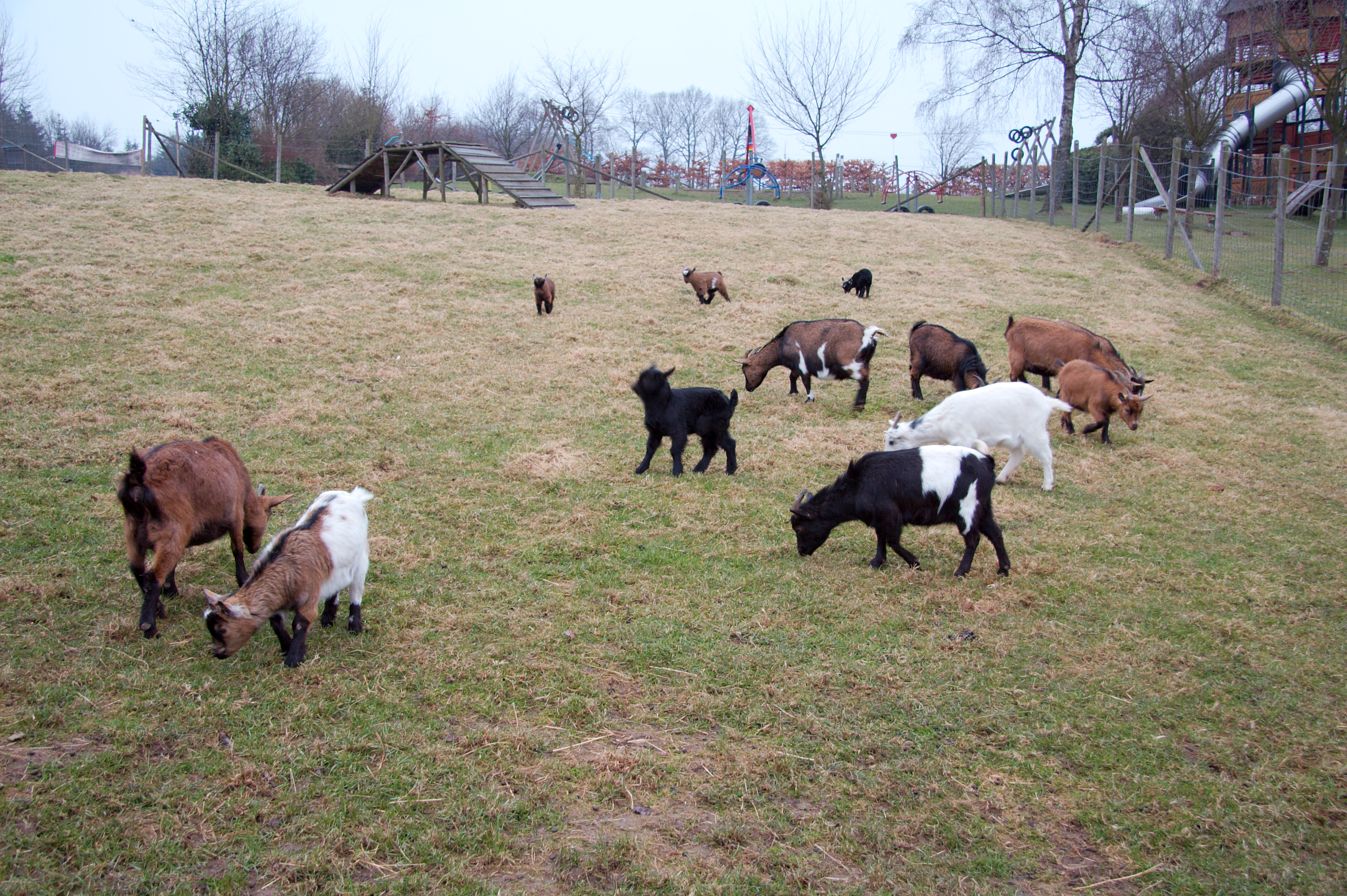

Le Parc Animalier invite à découvrir les animaux de nos climats en semi-liberté dans un site unique et privilégié aux portes de l'Ardenne liégeoise. Ce parc est dédié à la compréhension par l'observation de la faune et de la flore principalement européennes. La philosophie du parc est axée sur les valeurs fondamentales du respect des animaux et de l'environnement en général. Un total de cinq kilomètres de chemins permet de découvrir le parc animalier au rythme et dans l'ordre souhaité par le visiteur.
Quarante-quatre hectares de pâtures et de forêts hébergent plus de 300 animaux en semi-liberté répartis en une trentaine d'espèces parmi lesquels le loup gris, le loup du Canada, le lynx, l'ours brun, le bison d'Europe, le cerf élaphe, le cerf Sika, le bouquetin des Alpes, l'élan, le chamois, le daim, le sanglier, la chèvre, le chevreuil, le yack, l'âne, le poney, le mouflon corse, le renne, le lama, le bœuf Galloway et le cheval tarpan.
Quant au Parcours Aventure, il propose une dizaine de promenades plus ou moins physiques et sportives dans les arbres à la découverte de la forêt et de ses habitants.
Un restaurant (le Forest'bar) et une plaine de jeux peuvent agrémenter la visite.

## Visite
Le Parc Animalier est ouvert toute l'année. Il est toutefois fermé le lundi et le mardi de la mi-novembre à la mi-mars sauf durant les vacances scolaires belges. Il ouvre ses portes dès 9 h 30 (10 h d'octobre à mars). Les entrées sont permises jusqu'à une heure avant la tombée de la nuit ou jusqu'à 18 h. Il se trouve Rue du Parc 1 à 4910 Theux (La Reid) .
Le Parc Aventure est ouvert de la mi-mars à la mi-novembre, les weekends et congés scolaires belges. Les autres jours, ouverture possible sur réservation 15 personnes payantes au minimum.
Forestia reçoit en moyenne la visite de 50 000 personnes par an.

## Wood Hôtel & Lodges
Depuis 2023, le parc Forestia a construit des lodges. Il est possible dans dormir près des enclos. Ceux-ci portent le nom de : Barry, Mathilde, Harry, Simone et Scott.
Un ancien restaurant a été rénové en hôtel avec 6 chambres.